# Rob Zombie
Rob Zombie (* 12. Januar 1965 in Haverhill, Massachusetts; gebürtig Robert Bartleh Cummings) ist ein US-amerikanischer Rockmusiker, Regisseur und Comicautor.

## Leben
Nachdem Rob Zombie um 1985 nach New York gezogen war, wurde er Frontmann und Sänger der Band White Zombie, die ihren Namen von dem Horrorfilm White Zombie mit Bela Lugosi übernommen hat. Daneben jobbte er u. a. für ein Pornomagazin, eine Kinder-TV-Produktion und als Fahrradkurier.
Zombie arbeitet seit 1996 nur noch als Solokünstler, nachdem er schon 1994 einige Soloprojekte begonnen hatte – unter anderem komponierte er die Musik zum Film Private Parts. Stilistisch ist seine Musik dem Industrial Metal zuzuordnen und vereint eingängige, melodische Gitarrenriffs mit Industrial-Rhythmen und elektronischen Effekten. Seine Texte beinhalten meist Motive aus dem Horror-Genre.

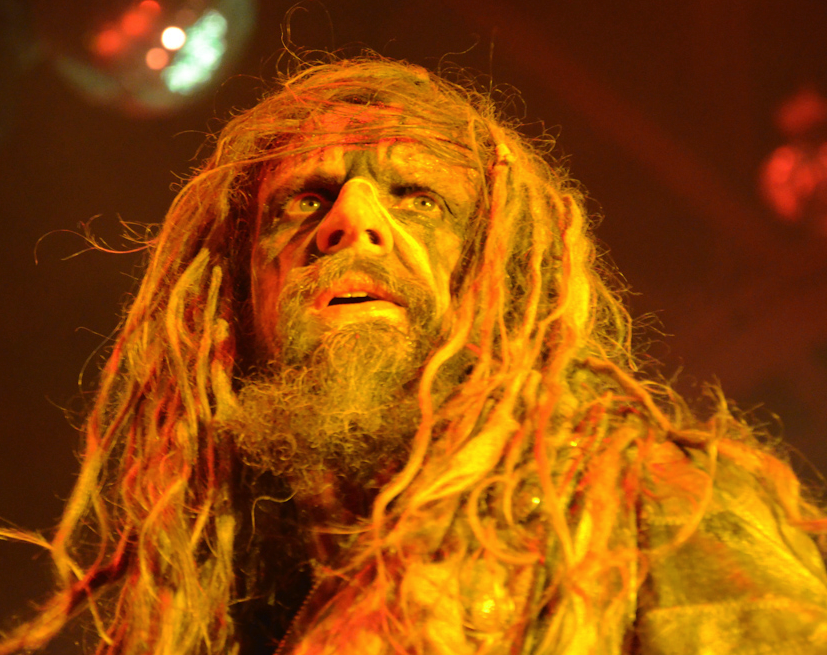
Live im Jahr 2011

Zombie produzierte 2003 mit Johnny Ramone die Kompilation A Tribute to the Ramones, u. a. mit Ramones-Coverversionen von Metallica, den Red Hot Chili Peppers, Marilyn Manson und ihm selbst.
Er führte bei den Videoclips seiner Band immer selbst Regie (mit Ausnahme des Videos zu „Thunderkiss ’65“), welche auf der Best-of-CD Past, Present & Future als Bonus zu sehen sind. Außerdem führte er Regie beim ersten, winterlich thematisierten, der beiden Musikvideos zu Dreamer von Ozzy Osbourne. 2003 erschien sein erster Film House of 1000 Corpses, der trotz seiner anfänglichen Schwierigkeiten, einen Verleih zu finden, zu einem großen Erfolg wurde. Im Jahr 2005 erschien mit The Devil’s Rejects sein zweiter Film, eine lose Fortführung der Geschichte von House of 1000 Corpses. Außerdem wirkte er beim Kinofilm Beavis und Butt-Head machen’s in Amerika mit. Er kreierte die Sequenz des mit Halluzinationen erfüllten Drogentrips, den Beavis in einer Wüste erlebt.
2005 erschien die „Deluxe Edition“ seines Albums Hellbilly Deluxe. Sein Album Educated Horses erschien am 28. März 2006 und hat seinen Stil etwas geändert. Im Jahr 2010 erschien Hellbilly Deluxe 2, welches musikalisch eine Mischung aus seiner ersten und letzten Scheibe ist. Ab Anfang 2010 ging Zombie mit Alice Cooper auf eine ausgedehnte US-Tour, auf die 2011 auch einige Europakonzerte folgten.
2007 drehte Rob Zombie ein Remake von John Carpenters Halloween aus dem Jahre 1978. Bei diesem Film führte er Regie, war Produzent und schrieb das Drehbuch basierend auf dem Originaldrehbuch von John Carpenter und Debra Hill. 2009 folgte die Fortsetzung Halloween 2, die nicht mehr als eigentliche Neuverfilmung gelten kann, da er mit dieser Fortsetzung ausschließlich an seinen ersten Teil anknüpft und in gewisser Weise eine eigene Geschichte bzw. Weiterführung kreiert. 2007 drehte er zudem den Fake-Trailer Werewolf Women of the S.S. für Quentin Tarantinos Death Proof – Todsicher. Zombie schrieb zudem bereits 2008 das Script Tyrannosaurus Rex, welches in Auszügen in einem Comic veröffentlicht wurde, eine Filmumsetzung ist jedoch nicht geplant.

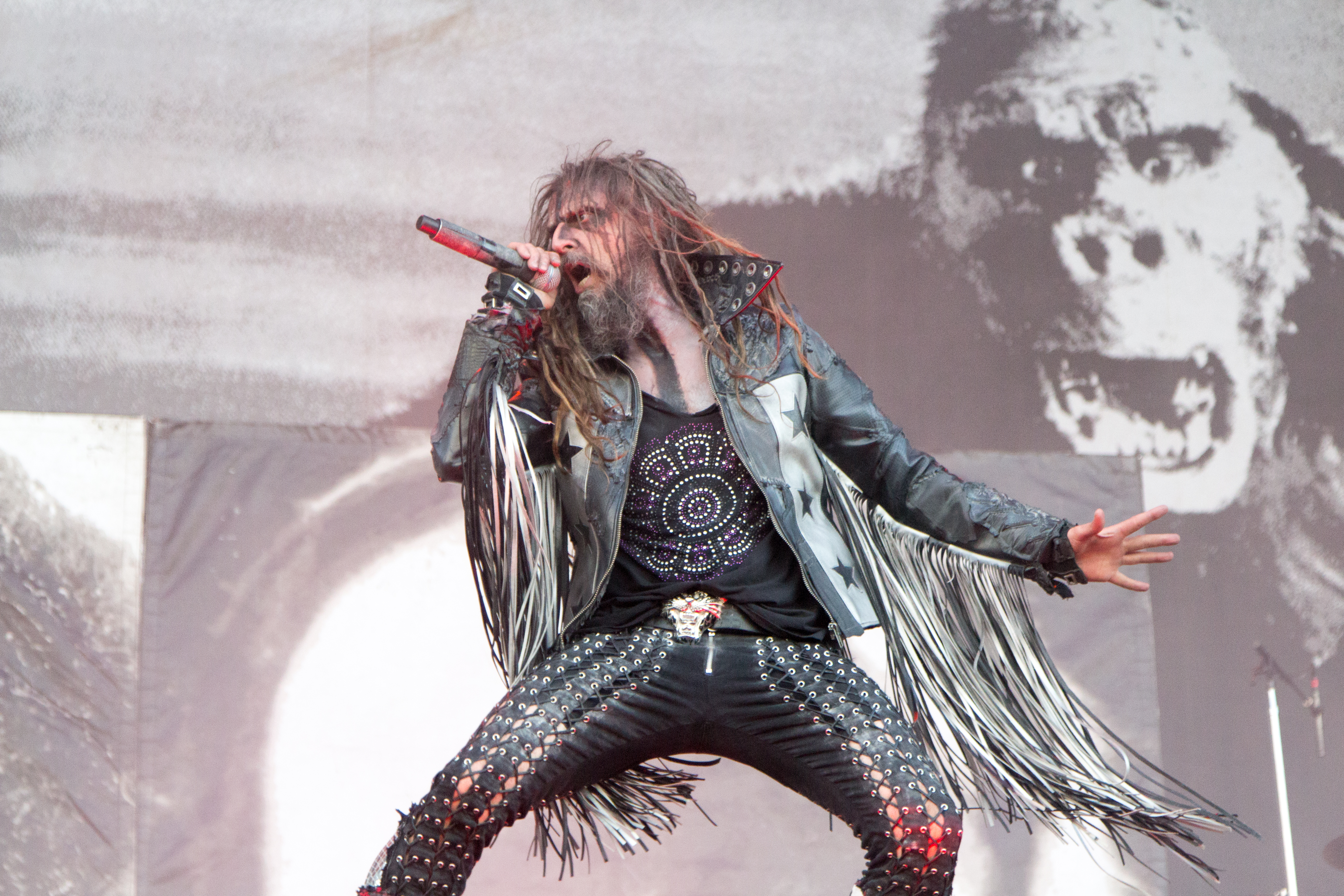
Rob Zombie am Nova Rock 2014

Rob Zombie führte 2010 auch einmalig Regie bei der weltweit populären und erfolgreichen Krimi-Fernsehserie CSI: Miami. Er inszenierte die Episode L. A. (deutsch Schatten einer Schuld), in der auch die bekannten Filmschauspieler Malcolm McDowell, Michael Madsen und William Forsythe mitspielen. Erstausstrahlung in den USA war der 1. März 2010. Weitere Regiearbeiten vor allem im Horrorbereich folgten. 2022 drehte er mit The Munsters eine Neuauflage der Serie The Munsters.
Rob Zombie ist seit 2002 mit Sheri Moon Zombie verheiratet, mit der er zu diesem Zeitpunkt bereits neun Jahre liiert war. Sie war oft das Cover-Girl auf seinen Alben und wirkte auch teilweise in seinen Videoclips mit. Außerdem verkörperte sie in den beiden Filmen Haus der 1000 Leichen und The Devil’s Rejects die Rolle der Baby Firefly. Rob Zombie ist der ältere Bruder von Spider One, dem Frontmann der Band Powerman 5000.
Im Jahr 2011 war Rob Zombie auf Deutschland-Tour. Die Tour begann mit einem Special-Guest-Auftritt beim Rock am Ring – es folgten noch Oberhausen, Berlin und Hamburg. Dies war die erste Tour seit 13 Jahren in Deutschland.
Nebenbei ist Rob Zombie auch als Comicautor beschäftigt. Zwei Werke sind im Dark Horse Verlag erschienen: The Nail und Bigfoot. 2012 zeichnete er das Album-Cover für God Told Me To von John 5. Zombie kündigte im Juni 2012 Broad Street Bullies an, welches in seiner Story die 1970er Jahre des Eishockeyvereines der Philadelphia Flyers erzählt.

## Diskografie

### Mit White Zombie
- 1985: Gods on Voodoo Moon
- 1986: Pig Heaven
- 1987: Psycho-Head Blowout
- 1987: Soulcrusher
- 1989: Make Them Die Slowly
- 1989: God of Thunder
- 1992: La Sexorcisto: Devil Music, Vol. 1
- 1995: Astro Creep: 2000 – Songs of Love, Destruction and Other Synthetic Delusions of the Electric Head
- 1996: Supersexy Swingin’ Sounds

### Soloalben
- 1998: Hellbilly Deluxe
- 1999: American Made Music to Strip by (Remix-Album zu Hellbilly Deluxe)
- 2001: The Sinister Urge
- 2003: Past, Present & Future (Best of + DVD mit diversen Videos, UK: Silber)
- 2006: Educated Horses
- 2006: 20th Century Masters – Millennium Collection: The Best of Rob Zombie
- 2007: Zombie Live
- 2010: Hellbilly Deluxe 2: Noble Jackals, Penny Dreadfuls and the Systematic Dehumanization of Cool
- 2011: Icon / Icon 2 (Best of; Einzel-CD mit Rob Zombie Songs / Doppel-CD zusätzlich mit White Zombie Songs)
- 2012: Mondo Sex Head (Remix-Album mit Songs von White Zombie und Rob Zombie)
- 2013: Venomous Rat Regeneration Vendor
- 2015: Spookshow International: Live
- 2016: The Electric Warlock Acid Witch Satanic Orgy Celebration Dispenser[7]
- 2021: The Lunar Injection Kool Aid Eclipse Conspiracy

### Sonstiges
- 1997: Musik zu Quake II
- 1999: Beteiligt am End of Days OST
- 1999: Beteiligt am The Matrix OST
- 2002: The Electro-Industrial Tribute to Rob Zombie (Tributealbum zu Ehren Rob Zombies)
- 2003: Beteiligt am House of 1000 Corpses OST
- 2003: Beteiligt am  Need for Speed - Underground  OST
- 2005: Beteiligt am The Devil’s Rejects OST
- 2006: Beteiligt am Flatout 2 OST
- 2007: Beteiligt am The Haunted World of El Superbeasto OST
- 2007: Beteiligt am Grindhouse OST
- 2007: Beteiligt am Halloween OST
- 2009: Beteiligt am Punisher: War Zone OST

## Filmografie
- 1996: Beavis und Butt-Head machen’s in Amerika (Animation der Halluzinationen in der Wüste)
- 2003: Haus der 1000 Leichen (House of 1000 Corpses, Regie, Buch, Musik)
- 2005: The Devil’s Rejects (Regie, Buch, Musik)
- 2007: Halloween (Regie, Buch)
- 2007: Werewolf Women of the SS (Einer der fünf „Fake-Trailer“ in Quentin Tarantinos und Robert Rodriguez’ Grindhouse Doublefeature)
- 2009: Halloween 2 (Regie, Buch)
- 2009: El Superbeasto (The Haunted World of El Superbeasto)
- 2010: Super (als Sprecher)
- 2013: Lords of Salem (Regie, Buch)
- 2016: 31 (Regie, Buch)
- 2019: 3 from Hell (Buch, Regie)
- 2022: The Munsters (Buch, Regie)